# Hiroshi Koizumi
Hiroshi Koizumi (jap. 小泉 博 Koizumi Hiroshi; ur. 12 sierpnia 1926 w Kamakurze, zm. 31 maja 2015 w Tokio) – japoński aktor.

## Życiorys
Urodził się 12 sierpnia 1926 w Kamakurze. Jego ojciec Sakutarō Koizumi był politykiem, a brat Junsaku Koizumi malarzem.
Absolwent Uniwersytetu Keiō. Przed podjęciem pracy w wytwórni filmowej Tōhō był prezenterem w NHK. Znany przede wszystkim z występów w japońskich filmach tokusatsu: Godzilla kontratakuje (1955), Mothra (1961), Atragon (1963), Atak ludzi grzybów (1963), Godzilla kontra Mothra (1964), Dogora (1964), Ghidorah – Trójgłowy potwór (1964), Godzilla kontra Mechagodzilla (1974), Powrót Godzilli (1984), Godzilla (1985). Zagrał również m.in. w dramacie Ostatnie chryzantemy (1954) w reżyserii Mikio Naruse.
Zmarł na zapalenie płuc 31 maja 2015. Miał 88 lat.